# Basketball Arena
Basketball Arena var en arena i London i Storbritannien som arrangerade handbollsturneringarna och basketturneringarna vid olympiska sommarspelen 2012. Den låg i Olympiaparken i London. Den monterades ner i väntan på försäljning januari 2013.
Arenan hade 12 000 sittplatser vid matcherna i basket och handboll. Arenan användes även vid Paralympiska sommarspelen 2012 för matcher i rullstolsbasket och rullstolsrugby då med en kapacitet av 10 000 sittande.
Designen fastslogs i juni 2008 och en ansökan om bygglov lämnades in i november samma år. I oktober 2009 började förberedandet på platsen och själva arenan började byggas under våren 2010. Arenan tog 15 månader att bygga och stod sedan klar i juni 2011. Detta är den största temporära arena som någonsin byggts för ett olympiskt spel. Det fanns planer på att montera ner arenan och frakta den till Rio de Janeiro för att användas vid olympiska sommarspelen 2016 men brasilianska myndigheter tyckte sen att det verkade för dyrt och svårt att genomföra.

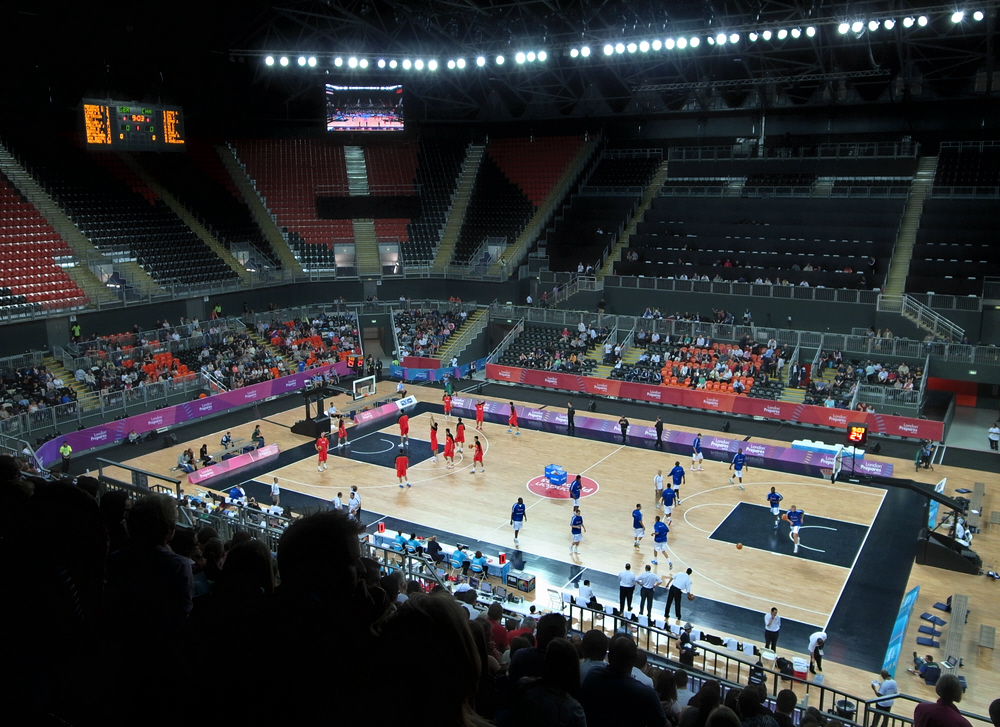
Basketball Arena inifrån i samband med en match i basket 2011.